# Власюк, Алексей Ефремович
Алексе́й Ефре́мович Власю́к (31 марта 1925, Новая Волынь, РСФСР — ?) — советский хозяйственный, государственный и политический деятель.

## Биография
Родился в 1925 году в посёлке Новая Волынь. Член КПСС с 1944 года.
Участник Великой Отечественной войны. С 1946 года — на хозяйственной, общественной и политической работе. В 1946—1984 гг. — агроном, председатель колхоза в Оренбургской области, председатель Новоорского райисполкома, первый секретарь Пономарёвского райкома КПСС, первоцелинник, первый секретарь Адамовского райкома КПСС, первый заместитель председателя Оренбургского облисполкома.
Избирался депутатом Верховного Совета РСФСР 7-го и 8-го созывов. Делегат XXIII съезда КПСС.
Умер после 1985 года.